# AWA (音楽配信)
- エイベックス・デジタル > AWA
- サイバーエージェント > AWA

AWA（アワ）は、サイバーエージェントとエイベックス・デジタルの共同出資によって設立されたAWA株式会社が提供する音楽配信サービス。

## 概要
サブスクリプション型（月額定額型）サービスとして、2015年5月27日に提供開始。提供開始日にはiOSデバイス用とAndroidデバイス用アプリが用意され、その後PC用アプリケーション（Mac & Windows）、Chromecast、Android TV、Apple CarPlay（車載システム）、Android Auto（車載システム）、Android Automotive OS（車載システム）、Android Wear、Wear OS by Google、Apple Watch、Siri、Google Home、Alexaに対応している。
サービス開始以来、世界中のレーベルと提携を行い配信楽曲数を拡充しており、配信楽曲数は世界最大規模の1億曲以上。忌野清志郎、BOØWY、槇原敬之、山崎まさよし、浜崎あゆみ、My Little Loverといった日本を代表するアーティストから、AAAやEXO、感覚ピエロといった若い世代のアーティストまで、積極的に独占先行配信を行っている。Google Playの「Best of 2017」日本版において、アプリの中で頂点となる「2017年ベストアプリ」を受賞。また2015年、2016年と都市型巨大ダンスフェスティバル「ULTRA JAPAN」のスポンサーを務めている。
2021年には楽曲を流しながらチャットができるオンライン空間「LOUNGE（ラウンジ）」を提供開始。翌年2022年には音声ライブ配信機能と収益化機能を追加し、音声ライブ配信事業に参入。音楽サブスクリプションサービスとしては初となる"正規音源を流しながらライブ配信ができる"配信プラットフォームとしても展開を開始。
サービス名の「AWA」は、それまでに聞いたことのない響きで、グローバルで新しいことをしそうな、何かやってくれそうという期待感を得られる名称にしたいという想いから200個ほどの候補の中から選ばれた。サイバーエージェント代表取締役社長の藤田晋自身が考え最初から藤田一押しだった案で、シンメトリーという文字の見た目の良さ、印象に残る響き、という理由で決まり、言葉自体に特に深い意味はない。公式Twitterでは「Avex With Ameba ではございません」とツイートしている。

## 特徴
- 利用開始から1か月の無料期間
- Google Playの「Best of 2017」日本版において、アプリの中で頂点となる「2017年ベストアプリ」を受賞
- 曲をダウンロードして、通信せずに聴けるオフライン再生機能
- ユーザーが作るプレイリストは現在1,300万以上に及び、DJや音楽プロデューサー、アーティストなど音楽のプロが作るプレイリストも聴ける。
- リコメンド機能により、音楽の好みを分析し、曲が自動でおすすめされる。
- 機能的でデザイン性の高いインターフェイス
- 歌詞を見ながらの音楽再生が可能
- 音楽認識機能。気になる音楽に向けてスマートフォンをかざすだけで音楽の波形を認識し、数秒でアーティストと楽曲を特定することができる。
- 写真をTwitterにアップすると、その写真に合ったおすすめの音楽をAWAが自動的に返信する機能
- 音楽を聴きながら音声ライブ配信やチャットが可能な「ラウンジ」機能
- TikTok上で音楽をフル再生することができ、TikTokを音楽プレイヤーとして楽しむことができる。
- AWA内でTikTokへのシェア導線、よりシームレスに両サービスの利用が可能。
- TikTok内に公式AWAチャンネル開設、TikTokユーザーにおすすめ楽曲をリコメンド
- TikTokユーザー向けのAWA有料プラン優待キャンペーンを実施

## 機能
- For You：ユーザーの嗜好性に合わせたプレイリスト・楽曲・アルバム・アーティストなどをレコメンド。
- トレンド：リアルタイム急上昇楽曲チャートや、ジャンル別人気チャート、プレイリストのランキングを表示。
- 検索：アーティスト、アルバム、曲名に加え、気分やキーワードで音楽を探すことが可能。
- 音楽認識：気になる音楽に向けてスマートフォンをかざすだけで音楽の波形を認識し、数秒でアーティストと楽曲を特定することができる。
- 写真で音楽：写真を撮影、または。読み込ませると、その写真のシーンに合ったおすすめのプレイリストを表示。
- ジャンル：ミュージックジャンル毎に、ニューリリースアルバム、ヒットチャート、おすすめのプレイリストを表示。
- ムード：気分やシーン毎に、おすすめのプレイリストを表示。
- ステーション：お気に入りの楽曲やアーティストを選択して、似ている曲・関連する曲をノンストップで再生。
- ラウンジ：音楽を聴きながら音声ライブ配信やチャットが可能。
- オフライン再生：曲をダウンロードして、通信せずに音楽の再生が可能。
- シェア：曲・アルバム・アーティスト・プレイリストなどのコンテンツを「Facebook」「Twitter」「LINE」などのソーシャルメディアに投稿することが可能。